# Elia (Chipre)
Elia o Elye (griego: Ελιά, que significa olivo; turco: Doğancı) es un pueblo en la isla de Chipre dentro de la zona que se encuentra bajo administración turca. Estuvo siempre habitado por una mayoría musulmana, aunque originalmente también vivían allí cristianos grecochipriotas (estos últimos representaban el 12% de la población masculina, según el censo otomano realizado en 1831). Tras los sucesos de 1974 que dividieron la isla en dos, desencadenados por el golpe de Estado apoyado por los griegos contra el presidente Makarios y la consiguiente ocupación militar del norte de Chipre por Turquía, Elia pasó a formar parte del estado de facto de la República Turca del Norte de Chipre y a llamarse Doğanci (cetrero). Su población actual (1291 habitantes, según un censo de 2006) está compuesta solo por turcochipriotas.